# 北海道フロンティアリーグ
北海道フロンティアリーグ（ほっかいどうフロンティアリーグ、英語: Hokkaido Frontier League）は、北海道を活動地域とする日本のプロ野球独立リーグ。略称はHFL。2021年に設立が発表され、2022年より公式戦を開催している。一般社団法人北海道プロ野球独立リーグにより運営される。

## 概要
北海道ベースボールリーグ（2020年発足）に所属していた美唄ブラックダイヤモンズ（美唄市）・士別サムライブレイズ（士別市）・石狩レッドフェニックス（石狩市）の3球団が、2021年シーズン終了後の同年9月30日をもってリーグを脱退し、新たなリーグを発足することを表明して誕生したリーグである。同年11月5日に設立記者会見を実施してリーグ名が発表された。発足表明当時より日本独立リーグ野球機構（IPBL）への加盟を目指すと表明し、2022年2月28日に正式に加盟が承認された。
2025年からは新たに加入した別海パイロットスピリッツ（別海町）を加えた4チームでリーグ戦を実施している。

## 沿革

### 2021年
- 10月6日 - 美唄・士別・石狩3球団が同年9月末をもって北海道ベースボールリーグを脱退し、新リーグを結成することを発表[4]。
- 10月22日 - 「北海道プロ野球独立リーグ設立準備室」の名称でTwitterアカウントを開設[8]。
- 10月23日 - リーグ名を公募すると発表[9]。
- 11月5日 - リーグ設立記者会見を開き、リーグ名と概要について発表した[5][6]。リーグ名には48通の応募があった[6]。トライアウトを11月23日に栃木県小山市で実施することもあわせて明らかにされた[5][6]。
- 11月23日 - 第1回トライアウトを開催[10]。
- 12月11日 - リーグのロゴを発表[11]。
- 12月12日 - 士別の監督（選手兼任）として、元オリックス・バファローズほかのトニ・ブランコの就任を発表[12]。
- 12月26日 - 第2回トライアウトを開催[13]。

### 2022年
- 1月15日 - BCリーグ審判長を講師に招き、2日間の日程で「アンパイアトレーニングキャンプ」を開催[14]。
- 1月27日 - 日本独立リーグ野球機構 (IPBL)へ加盟申請書を提出したことを発表[1]。
- 1月31日 - 美唄初の監督として、元北照高等学校野球部監督の河上敬也の就任を発表[15]。
- 2月17日 - 石狩の初代監督として、元オリックス・バファローズほかの坪井智哉の就任を発表[16]。
- 2月20日 - 第3回トライアウトを開催[17]。第１回（栃木県）・第２回（京都府）と本州開催が続いたが、初の北海道内での開催となる。
- 2月28日 - 日本独立リーグ野球機構 （IPBL）への加盟が承認される[18]。
- 3月17日 - 士別が入国ビザの発給の目途が立たないことを理由にトニ・ブランコとの監督（選手兼任）契約を解除し、新監督として元近鉄バファローズのラルフ・ブライアントとの契約を締結したことが報じられる[19]。
- 3月28日 - 前日まで公募の3月デジタルトライアウトの結果を発表、石狩のみが1名を指名[20]。
- 4月17日 - 美唄ブラックダイヤモンズがJABA加盟の社会人チーム（札幌倶楽部）とのオープン戦を開催[21]。IPBL加盟により交流試合の実施が可能となったもので、HBL・HFLを通して北海道独立リーグ所属球団としては初となる。
- 5月1日 - リーグの開幕戦となる石狩対美唄戦が青葉公園野球場で開催される（石狩が7-3で勝利）[22]。
- 5月24日 - ビザ発給の影響で来日が遅れていた士別のラルフ・ブライアント監督がこの日士別入りし、就任会見が行われる[23]。翌5月25日の美唄戦より指揮を執る[24]。
- 6月24日 - 美唄球団主催、リーグ共催、美唄市と美唄商工会議所の後援により「北海道フロンティアリーグ設立記念　地方創生ベースボールサミット」が開催される[25][注釈 1]。
- 6月25日 - 「独立リーグ交流戦」として、HFL選抜とベースボール・チャレンジ・リーグ（BCL）北選抜とが対戦し、HFL選抜が2-1で勝利[26]。
- 6月26日 - 「独立リーグ交流戦」として、美唄ブラックダイヤモンズとベースボール・チャレンジ・リーグ (BCL) 北地区選抜とが対戦し、BCL北地区選抜が16-3で勝利[27]。
- 8月16日 - 石狩で新型コロナウイルス感染症罹患者が発生してチームの活動が制限されたことから、予定していた17日の石狩対士別戦が延期となった[28]。17日にはさらに21日までの試合についても延期となった（美唄対士別への振替も含む）[29]。
- 8月26日 - 今年のグランドチャンピオンシップに優勝チームが参加することが発表される[30]。
- 8月29日 - ベースボール・チャレンジ・リーグ、九州アジアリーグと合同の選抜チーム（日本独立リーグ野球機構選抜）により、今年度のみやざきフェニックス・リーグに参加することが発表される[31]。
- 9月9日 - 新型コロナウイルス感染症や天候不順の影響での日程消化遅延により、今シーズンの各チームの公式戦試合数を当初より8試合少ない46試合とすることを発表[32]。
- 9月21日 - 当シーズンの公式戦を終了し、1位の石狩と2位の士別がリーグチャンピオンシップに進出[33][34]。
- 9月26日 - 士別がリーグチャンピオンシップの対戦成績を3勝2敗（うち1敗は石狩のリーグ戦1位によるアドバンテージ）として、初のリーグ優勝チームとなる[35]。

### 2023年
- 1月13日 - 士別が2月1日付で球団名を「KAMIKAWA・士別サムライブレイズ」に変更することを発表（ただしメディア等での呼称は従来通り「士別サムライブレイズ」とすることを求めている）[36]。
- 5月7日 - 2023年シーズンが開幕。
- 9月6日 - リーグ戦の順位が確定し、前年同様1位石狩・2位士別・3位美唄の結果となった[37]。
- 9月15日 - 当シーズンのリーグ戦が終了。
- 9月24日 - リーグチャンピオンシップで石狩が士別を破り、当リーグとして初優勝[38]。

### 2024年
- 5月4日 - 2024年シーズンが開幕。
- 9月4日 - 石狩と美唄のリーグチャンピオンシップ出場が決定[39][40]。
- 9月21日 - 石狩がリーグチャンピオンシップを制して、2年連続のリーグ優勝を達成[41]。
- 10月9日 - 別海町を本拠地とする別海パイロットスピリッツのリーグ加盟を承認し、2025年のリーグ戦から参入することを発表[7]。
- 12月19日 - 別海の初代監督に、元福岡ソフトバンクホークスの本間満が就任することが発表される[42]。

### 2025年
- 5月4日 - 2025年シーズンが開幕。

## 設立の背景と理念
2021年11月5日の設立記者会見では、日本独立リーグ野球機構（IPBL）への加盟時期を巡って3球団と北海道ベースボールリーグ側とで意見の相違があり、早期の加盟を目指す3球団が加盟に必要な体制作りの点から離脱したと説明している。報道では、JABA（日本野球連盟）傘下の社会人チームへの復帰・加入や学生野球資格回復制度に基づく指導資格取得の観点等から、選手のセカンドキャリア実現のため運営負担が増大しても早急にIPBL加盟の条件を満たすことを望んだ脱退側と、現状を前提とした安定を目指すリーグ側との相違が指摘されている。
記者会見にIPBL側の関係者として出席したベースボール・チャレンジ・リーグ代表（当時）の村山哲二は、現状の北海道ベースボールリーグの運営体制にはIPBLに加盟する上で課題が多いことを指摘した。2022年1月末までにIPBLへの加盟を申請し、2月末までに加盟の適否が決定されると報じられ、報道通り同年2月28日に加盟が承認された。
リーグの理念として5つの方針を挙げ、NPBや他の独立リーグに進む選手を出すことのほか、北海道に人を集めて引退後も定住化を促進すること、地域の活性化といった目標を掲げている。
北海道ベースボールリーグとの関係について、石狩の球団代表は2022年8月の報道で「喧嘩別れしたわけではない」とし、「（引用者注：IPBLに）我々は先に加盟しますよというだけなんです。先にうちができることをやって、向こうさんも後から来ればいいじゃないかと。だから、交流戦だってやってもいいし、将来的にまた一緒になってもいいわけです」と述べている。2022年9月2日、士別と富良野ブルーリッジによる交流戦「かみかわゼロカーボン杯」（上川総合振興局主催）を花咲スポーツ公園硬式野球場（スタルヒン球場）で9月30日に開催することが発表され、士別がグランドチャンピオンシップに出場した関係で美唄との合同チームに変更した上で実際に開催された。

## 開催形式

### 日程・試合数
2022年3月に発表された日程では、公式戦は5月より9月までの週末および水曜日（一部他曜日の祝日開催あり）に実施され、週末と祝日は5月上旬を除いてダブルヘッダーである。試合開始時間は平日が15:30、週末祝日（1試合）は13:30、ダブルヘッダーは10:00と14:00である。試合数は各チーム54試合であるが、チームによってホーム・ビジターの内訳が異なり、石狩のみが同数（各27）で、美唄はホーム28・ビジター26、士別はホーム26・ビジター28である（その後、美唄対士別1試合の開催球場を変更し、3球団がホーム27・ビジター27で統一）開催球場は美唄が美唄市営野球場、石狩が青葉公園野球場、士別が士別市ふどう野球場に固定されており、石狩は北海道ベースボールリーグ時代に開催を計画したことのある浜中運動公園野球場（留萌市）の使用は当初より予定されなかった。2022年シーズン開幕後、7月20日の士別対石狩戦が、士別市ふどう野球場のコンディション不良のため、和寒町営球場に変更された。さらに9月9日に、今シーズンの公式戦試合数を各チーム当たり46試合に変更することを発表した。最終的に日程変更の影響もあり各チームのホーム・ビジター内訳は、石狩と士別がそれぞれホーム24・ビジター22、美唄がホーム21・ビジター25となった。
2023年4月8日に発表された同年シーズンの日程では、試合は各チームのホーム開幕戦を除いてダブルヘッダーである。開催日はすべて週末または祝日となった。試合数は各チームホーム・ビジター各23試合の合計46試合で、カードごとのホーム・ビジターの数は12試合または11試合となる。美唄と士別の使用球場に変更はないが、石狩については青葉運動公園野球場のほかにHBL時代に計画のあった浜中運動公園野球場で2試合、札幌スタジアムで2試合が設定され、予定通り開催された。
2024年は、3月3日のリーグ発表では試合数は52試合で、開幕戦も含め全試合をダブルヘッダーとしていた（日程変更の場合はその限りではない）。4月6日に発表された日程では、ダブルヘッダーではない試合が開幕戦を含めて6試合（各チーム主催3試合ずつ。平日開催が2試合あり）設定されており、当初の発表からは変更されている。また、各チームが1カードにつきホーム・ビジターを13試合ずつ実施する形式で、発足以来初めて全カードのホーム・ビジター試合数が均等となった。使用球場は前年開催の球場に加え、石狩が北海道立野幌総合運動公園硬式野球場で初めて2試合が予定され、実際に開催された。。また、士別が当初ふどう野球場としていた2試合を、花咲スポーツ公園硬式野球場（旭川スタルヒン球場）での開催へと、4月14日に変更したほか、開幕後に石狩が日程変更に合わせて2試合を札幌市円山球場に変更している。
2024年11月5日、2025年度についてはターム制を導入することを発表し、詳細は別途明らかにするとした。2025年5月2日に当年度のリーグ戦公式ルールが発表され、「ターム」は月を単位とした選手の出場機会を判定する基準とされた（リーグ戦を分割する基準とは記載されていない）。これに先立ち、4月15日に発表された日程では、前年度以前から加盟していた3チームは互いに1カード18試合（ホーム・ビジター各9）×2の36試合に、別海とホーム12・ビジター6の18試合の合計54試合（トータルでホーム30試合・ビジター24試合）、別海は各カードホーム6試合・ビジター12試合×3の合計54試合（トータルでホーム18試合・ビジター36試合）を実施する。球場は、別海はホームゲームをすべて別海町営野球場で実施するほか、浦臼町ふるさと運動公園野球場、夕張市平和運動公園野球場（以上石狩）、あいべつ球場（士別）、オホーツク紋別球場（石狩と美唄が同日に変則ダブルヘッダー）で新たに公式戦を実施する（一方、前年開催のあった野幌と浜中は予定なし）。また札幌円山球場でも石狩と美唄主催の変則ダブルヘッダーが実施される。

### 試合運営
2022年度は、公式戦では試合時間（グラウンド整備・イニング間のイベントを除く）が3時間を超えた場合、新しいイニングには入らないルールを採用した。
2023年度はダブルヘッダーとなる試合については7イニング制で実施する。タイブレークを導入し、最終回を終わって同点の場合は2死満塁・継続打順のシチュエーションで1イニングを実施する。また得点差コールドゲームも取り入れ、9イニング制では7回、7イニング制では5回で10点差以上がついた場合には試合を打ち切る形となる。
2024年度は、原則として9イニング制だが、2時間40分を経過した時点で次のイニングを最終回とする形に変更された。その後、5月3日に7回10点差・8回7点差でコールドゲームとするルールを追加している。
2025年度は、各チームの出場登録選手に対して、ターム単位で一定以上の出場機会を確保させるアグリーメントを導入する。5月2日発表の公式戦ルールで、月を単位としてタームごとに、野手は「各タームの総試合×20％以上の出場機会」及び「20％以上の打席」、投手は「各タームの総試合数×20％以上の出場機会（登板時に最低打者3人と対戦）」を確保することが定められた。得点差コールド・タイブレークは前年（前者は5月3日以降）と同様であるが、次のイニングを最終回とする時間が前年より10分短い2時間30分に変更された。6月1日付で、登板した投手は最低3人の打者と対戦するか、当該イニングを成立させる（スリーアウトを取る）まで交代できないルール（ワンポイントリリーフ禁止）が追加された。

## 優勝決定方式
2022年度は上位2球団によるチャンピオンシップ（全5戦、3戦先勝）を公式戦終了後に実施した。当初のリーグ日程表では3試合制だったが、9月に発表した日程で全5戦制に変更された。初年度のチャンピオンシップは全試合を美唄市野球場で実施することが9月2日に発表された。リーグ1位チームには1勝のアドバンテージが与えられ、予備日も含めた全日程が消化できなかった場合はその時点の勝敗で優勝チームを決定する（同数の時はリーグ1位チーム）。試合運営では、3時間40分を過ぎて新しいイニングに入らないほか、9回を終了して同点の場合はタイブレーク（開始時の設定は1死満塁）による延長戦を実施する。ホームチーム（後攻）は第2戦までがリーグ戦1位チーム、第3戦以降がリーグ戦2位チームだった。
2023年度のチャンピオンシップについては、公式戦で採用するタイブレークや得点差コールドの適用は4月時点では「別途決定する」としていた。その後、8月29日に当年度のチャンピオンシップ開催要領が発表され、9月20日に更新された。それによると、前年度との違いとして、試合は原則として9イニング実施し、時間制限は設けないが、日没時間を目処にプレーに支障が出ると判断される場合はその時点で打ち切りといった点のほか、タイブレーク開始時の設定（2死満塁）や7回で10点差以上のコールドゲームといった公式戦で導入された内容の反映がある。また最終日を除いて雨天中止の場合は翌日の試合をダブルヘッダーとし、その場合は3時間40分を過ぎて新しいイニングに入らないとしている。開催球場については、2試合目までがレギュラーシーズン1位、3試合目以降は2位の本拠地となった。
2024年度は試合数は前年と同じながら、再び2022年度と同じ「一律3時間40分の時間制限（次のイニングを最終回とする）」が導入され、最終回時点で同点の場合に2死満塁でのタイブレークを実施する。雨天順延の場合は試合に限らず翌日をダブルヘッダーで実施し、それでも日程消化できなかった場合はその時点の勝敗で優勝を決定する。開催球場の設定は前年と同様である。
2025年度も従来同様、リーグ戦1位2位チームでチャンピオンシップを実施して優勝チームを決定する。

## 交流戦等
2022年の事前報道では他の独立リーグや日本野球連盟（JABA）傘下球団との交流戦を4試合計画しているとされ、日程では8月に2日交流戦の日程が取られていた。実際にはBCリーグ北地区選抜と6月25日（HFLリーグ選抜）および26日（美唄）に交流戦が実施された。
2025年8月3日に、北海道日本ハムファイターズ主催の「FビレッジベースボールDAY」のイベントとしてオースルターゲームをエスコンフィールドHOKKAIDOで実施し（開催、7イニング制）、試合のほかにジュニアや中学生チームによる選抜ゲーム、4球団の監督と北海道日本ハムファイターズOBによるトークショーなども併せて開催された。オールスターゲームはリーグとして初となる。出場選手は「ファン投票・監督推薦・チーム推薦の総合得票で決定」された。ゲームは「美唄士別」チームが「石狩別海」チームを14対6で下した。

## 運営
発足時点でのリーグの代表は、美唄球団代表の荘司光哉が務める。
北海道ベースボールリーグ時代同様、選手は基本的に就労し、また球団が用意した寮生活を送るが、契約体系を「A契約（月給10万円以内）」「B契約（月給5万円以内）」「育成選手（無給）」の3つのカテゴリに分け、給与を支払う選手を保有する。平日午前中は就労、平日午後と土日に試合・練習を行う形となる。A契約選手の「選手契約モデル」として、１日4.5時間の就労（月20日）で就労給与9万円＋A契約報酬10万円＝合計19万円が収入、食事付き寮費6万円の支出と例示されている。また、美唄球団の就労先公募に触れた記事では「勤務は月、木曜がフルタイムで、練習や試合がある火、水、金曜は午前。3 - 9月までのパート勤務が基本だが、通年も可」となっている。2023年度の選手契約が終了した同年7月末時点での契約カテゴリ別の選手数は、合計79名に対してA契約が10名、B契約が26名、C契約が43名となっており、過半数が無給選手である。
リーグは「ウィズ・キャリア」を掲げ、野球を続けながら、あるいは野球をやめた後も北海道で就労する人材を育て地域の活性化につなげることをコンセプトとしており、NPBに選手を送ることよりも重点を置いている。一方で、選手の他の独立リーグへの移籍は「喜んで送り出す」とし、その結果選手のレベルが他のリーグより落ちることも容認する姿勢と報じられている。

## リーグ構成球団
期間は当リーグでの加盟時期。北海道ベースボールリーグも参照。
| チーム名                                                        | 参加年度 | 本拠地                                      | 備考                                    |
| --------------------------------------------------------------- | -------- | ------------------------------------------- | --------------------------------------- |
| 美唄ブラックダイヤモンズ Bibai Black Diamonds                   | 2022年～ | 空知総合振興局 美唄市（美唄市営野球場）     |                                         |
| 石狩レッドフェニックス Ishikari Red Phoenix                     | 2022年～ | 石狩振興局 石狩市（青葉公園野球場）         |                                         |
| KAMIKAWA・士別サムライブレイズ Kamikawa Shibetsu Samurai Blades | 2022年～ | 上川総合振興局 士別市（士別市ふどう野球場） | 2023年1月までは「士別サムライブレイズ」 |
| 別海パイロットスピリッツ                                        | 2025年～ | 別海町（別海町営野球場）                    |                                         |

## 年度別順位・優勝チーム

### レギュラーシーズン
| 年度 | 年度 | 1位  | 2位  | 3位  |
| ---- | ---- | ---- | ---- | ---- |
| 2022 | 2022 | 石狩 | 士別 | 美唄 |
| 2023 | 2023 | 石狩 | 士別 | 美唄 |
| 2024 | 2024 | 石狩 | 美唄 | 士別 |

### チャンピオンシップ
（　）はリーグ戦1位チームによるアドバンテージ分
| 年度 | 優勝 | 対戦成績  | 敗退 |
| ---- | ---- | --------- | ---- |
| 2022 | 士別 | （●）●○○○ | 石狩 |
| 2023 | 石狩 | （○）●○○  | 士別 |
| 2024 | 石狩 | （○）○○   | 美唄 |

## 拡張構想
2023年1月13日に発表された士別の球団名改称リリースにおいて、「将来的に道内の各振興局に球団を開設し、HFLのヴィジョンを全道域に広め、互いに切磋琢磨し交流をしていく事で、HFLのミッションを達成するという構想は、リーグとして目指している所でもあります」と記された。具体的な拡張構想が明らかにされるのはこれが初となる。
前記の通り2024年10月9日に、野付郡別海町（根室振興局管内）を本拠地とする別海パイロットスピリッツの加入を発表した。同チームは一般社団法人「テトラソリューション」が運営し、根室地方の企業から運営費を募る予定。
一方、北海道ベースボールリーグのリーグ戦に2023年から参加した旭川ビースターズは、2024年のシーズン終了後に「IPBLへの加盟を目指す」という新たな球団代表が就任（運営母体も変更）し、球団は2025年1月21日に開設した公式noteの最初の記事で、将来のIPBLとHFL加盟を目指すことを表明した。この記事の中ではHFLを「上位リーグ」と表現している。これに関してHFL側からのコメントは出されていない。